# Marrocos nos Jogos Olímpicos de Verão de 2012
O Marrocos competiu nos Jogos Olímpicos de Verão de 2012, que aconteceram na cidade de Londres, no Reino Unido, de 27 de julho até 12 de agosto de 2012.

## Desempenho

### Atletismo
Os atletas do Marrocos até agora alcançaram índices de classificação nos seguintes eventos (máximo de três atletas por índice A e um por índice B):
Eventos com três atletas classificados por índice A:
- 1500 m masculino
- Maratona masculina
- 1500 m feminino

Eventos com dois atletas classificados por índice A:
- 3000 m com obstáculos masculino
- 800 m feminino
- 3000 m com obstáculos feminino

Eventos com um atleta classificado por índice A:
- 100 m masculino
- 800 m masculino
- 5000 m masculino
- Salto em distância masculino
- Maratona feminina

Eventos com um atleta classificado por índice B:
- 200 m masculino
- 10000 m masculino

### Canoagem slalom
Feminino
| Atleta        | Evento | Preliminar | Preliminar | Preliminar | Preliminar | Semifinais  | Semifinais  | Final       | Final       |
| Atleta        | Evento | Descida 1  | Descida 2  | Total      | Posição    | Tempo       | Posição     | Tempo       | Posição     |
| ------------- | ------ | ---------- | ---------- | ---------- | ---------- | ----------- | ----------- | ----------- | ----------- |
| Jihane Samlal | K-1    | 174s09     | 276s32     | 174s09     | 21º        | Não avançou | Não avançou | Não avançou | Não avançou |

### Futebol
Masculino
| Equipe | Equipe | Fase de grupos                           | Fase de grupos | Quartas                | Semifinal              | Final                  | Pos. |
| Equipe | Equipe | Adversário e resultado                   | Pos.           | Adversário e resultado | Adversário e resultado | Adversário e resultado | Pos. |
| --- | --- | ---------------------------------------- | -------------- | ---------------------- | ---------------------- | ---------------------- | ---- |
| Mohamed Amsif Abdelatif Noussir Mohamed Abarhoun Abdelhamid El Kaoutari Zakarya Bergdich Imad Najah Zakarya Labyad Driss Fettouhi Nordin Amrabat | Abdelaziz Barrada Soufiane Bidaoui Omar El Kaddouri Zouhair Feddal Houssine Kharja Rayan Frikeche Yassine Jebbour Soufian El Hassnaoui Yassine Bounou | HON Honduras E 1-1 JPN Japão ESP Espanha |                |                        |                        |                        |      |

### Natação
Feminino
| Atletas       | Evento       | Eliminatórias | Eliminatórias | Semifinal   | Semifinal   | Final       | Final       |
| Atletas       | Evento       | Tempo         | Posição       | Tempo       | Posição     | Tempo       | Posição     |
| ------------- | ------------ | ------------- | ------------- | ----------- | ----------- | ----------- | ----------- |
| Sara El Bekri | 100 m peito  | 1min08s21     | 18º           | Não avançou | Não avançou | Não avançou | Não avançou |
| Sara El Bekri | 200 m peito  | 2min26s05 Q   | 11º           | 2min25s86   | 11º         | Não avançou | Não avançou |
| Sara El Bekri | 400 m medley | 4min53s21     | 32º           |             |             | Não avançou | Não avançou |

### Tiro
Feminino
| Atleta           | Evento         | Qualificação | Qualificação | Final       | Final       | Posição |
| Atleta           | Evento         | Placar       | Posição      | Placar      | Total       | Posição |
| ---------------- | -------------- | ------------ | ------------ | ----------- | ----------- | ------- |
| Yasmina Mesfioui | Fossa olímpíca | 61           | 21º          | Não avançou | Não avançou | 21º     |